# Завод имени Козицкого
Завод имени Н. Г. Козицкого — радиотехнический приборостроительный завод в Санкт-Петербурге. Один из старейших заводов в России.

## История

### Дореволюционные годы
Основан в 1853 году как Главные телеграфные мастерские немецкой фирмы «Сименс и Гальске», с 1881 года — завод акционерного общества «Сименс и Гальске».
В начале 1868 года в собственном доме по 1-й линии Васильевского острова Санкт-Петербурга была открыта механическая мастерская, в которой началось производство телеграфных аппаратов. По мере роста спроса на продукцию фирмы «Сименс и Гальске» требовалось расширение производственных площадей. В связи с этим в 1880 году мастерские были переведены на 6-ю линию Васильевского острова, где в 1890 году были построены заводские помещения. Здесь же, на Васильевском острове, в 1879 году фирмой основан собственный кабельный завод.
В мастерской работало всего 15 мастеров. Из них только трое — русские. Хозяева — немецкие инженеры Карл и Вернер Сименс. Новое для царской России телеграфное дело оказалось прибыльным, и братья Сименс вскоре возводят на месте мастерской корпуса электротехнического завода «Сименс и Гальске». Предприятие выпускает динамомашины, телеграфные аппараты, приборы железнодорожной сигнализации. В 1902 году завод начал сборку радиостанций из немецких деталей.
В апреле 1898 года императором Николаем II было утверждено решение Комитета министров об учреждении Акционерного общества Русских электротехнических заводов «Сименс и Гальске»:224. Основной капитал этого общества был определён в размере 4 млн руб. Большая часть акций АО находилась в портфеле Siemens & Halske Aktiengesellschaft in Berlin. Кроме этого, значительное число акций находилось в руках германских предпринимателей, интересы которых обслуживал Deutsche Bank. Успешная финансово-производственная деятельность акционерного общества и вызванная этим необходимость расширения производства потребовали от фирмы дополнительной эмиссии акций. В феврале 1900 года последовало разрешение Министерства финансов на увеличение основного капитала АО до 7 млн руб.:242 Однако разразившийся вскоре промышленный кризис, а затем и начавшаяся Русско-японская война поставили электротехнические предприятия в тяжелое положение. Правлением «Сименс и Гальске» в этих условиях были «… заключены договора с германским товариществом заводов „Сименс-Шуккерт“, а также с берлинским акционерным обществом „Сименс и Гальске“, предоставляющие обществу широкие права по использованию привилегий, инструкций и опыта обоих обществ и обеспечивающие за обществом в большей мере, чем до сих пор, возможность тесного единения с германскими предприятиями нашей фирмы по всем вопросам производства».
Вторым шагом по улучшению финансово-хозяйственного положения акционерного общества стало стремление к диверсификации производства путём включения в его ассортимент радиопродукции. С этой целью АО Русских электротехнических заводов «Сименс и Гальске» в 1903 году заключило договор с Gesellschaft für drahtlose Telegraphie m.b.H., System Telefunken, в соответствии с которым фирма «Телефункен» передавала АО права исключительного представительства в России сроком на пять лет. Во избежание юридических коллизий 21 мая 1904 года был заключён новый, но уже трёхсторонний договор, участником которого стал А. С. Попов. Согласно договору, «для совместной эксплуатации беспроволочной телеграфии в России» учреждалось особое Отделение под наименованием «Русские электротехнические заводы „Сименс и Гальске“, Отделение для беспроволочной телеграфии по системе профессора Попова и Общества беспроволочной телеграфии». Фактически это означало легализацию филиала фирмы «Телефункен» в России, директором которого стал немецкий инженер И. Д. Тыкоцинер, проработавший в этом качестве вплоть до 1919 года:242—244.
Деятельность Отделения (позднее — Радиотелеграфной мастерской) не носила самостоятельного производственного характера. По собственному признанию правления АО «Сименс и Гальске», до 1909 года предприятие практически выпускало только отдельные детали для радиоустановок. Все прочие компоненты поступали из Германии:244, на петербургском заводе осуществлялась сборка и регулировка радиоаппаратуры, и в отдельных случаях специалисты фирмы осуществляли установочные работы. По оценке страхового товарищества «Саламандра», осуществлённой в 1913 году, стоимость машин и аппаратов Отделения для беспроволочной телеграфии составляла всего 1305 руб., пробного беспроволочного отделения — 690 руб., а сборочной радиотелеграфной мастерской — 5000 руб. При этом, например, только оборудование конторы завода было оценено в 21 000 руб. Вместе с тем производство телеграфной и телефонной аппаратуры на предприятии «Сименс и Гальске» постепенно приобретало всё более самостоятельный характер, о чём свидетельствует, например, значительная численность персонала соответствующих отделений завода.
В качестве консультантов в АО Русских электротехнических заводов «Сименс и Гальске» состояли такие русские учёные, как Н. А. Булгаков, Л. И. Мандельштам, В. Ф. Миткевич, а также работали в различных должностях квалифицированные инженеры Э. О. Бухгейм, А. А. Савельев, Л. И. Сапельков, Н. А. Скрицкий, Л. Б. Слепян и другие. Однако собственных разработок предприятие не имело — вкладываемые знания и опыт этой категории служащих становились интеллектуальной собственностью фирмы «Телефункен»:247.
В 1917 году после Октябрьской революции предприятие было национализировано, сразу же был налажен ремонт радиостанций для Красной Армии.

### Межвоенные годы
Незадолго до революции 1917 года, на завод из ссылки возвратился арестованный в 1915 году царской охранкой Николай Григорьевич Козицкий (правильно Казицкий). Он создал в цехах большевистскую организацию, сформировал красногвардейский отряд, который в октябре 1917 года принял участие в восстании. В 1919 году Н. Г. Козицкий погиб от рук белых на Украине. А в 1922 году его имя Петроградский Совет постановил присвоить заводу, и с этого же года завод входит в Электротехнический Трест заводов слабого тока, где он называется «Петроградский радиоаппаратный завод имени Казицкого». В 1920 году В. И. Ленин в письме М. А. Бонч-Бруевичу написал ставшие знаменитыми слова о том, что «газета без бумаги и без расстояний» будет великим делом.
Советское государство приступило к решению важной задачи — радиофикации России. Петроградскому телеграфному заводу поручили организовать производство радиовещательной аппаратуры, и вскоре в магазинах появились первые радиоприёмники — «Радиолина». С начала двадцатых предприятие реконструируется. В цехах появляется новое оборудование, создаётся лаборатория. Название завода также изменялось: после переименования Петрограда он стал «Ленинградским телеграфным заводом имени тов. Казицкого», а затем «Ленинградским радио-аппаратным заводом им. Казицкого». Писать в названии завода фамилию Козицкий стали значительно позже, причины такой путаницы неясны.
В тесном сотрудничестве с заводом им. Коминтерна в 1920-е годы, телеграфный заводом им. Козицкого постепенно менял свою специализацию на производство радиоаппаратуры. Перепрофилирование предприятия нашло отражение в его новом названии, утвержденном приказом ВСНХ от 10 октября 1927 г. — Ленинградский радиоаппаратный завод им. Козицкого. На заводе им. Козицкого производились приёмопередатчики для мощных общевойсковых радиостанций, таких как:
- 4Д (ЛЕС-1) — штаба дивизии,
- 3Д (ЛЕС-2) — штаба корпуса,
- 23Т (ЛУГА-2) — штаба кавалерийской дивизии.

аппаратура для радиостанции штаба фронта 1ВФ (ВАГОН, КЛАСС), а также аппаратура буквопечатающего приёма, разработанная инженером НИИС П. Н. Куксенко и применявшаяся в радиостанциях штаба армии 2Д (ЛЕС-3) и штаба фронта 1ВФ (ВАГОН).
Кроме того, завод полностью взял на себя изготовление самолётных радиостанций, таких как:
- 15С (ВОЗ-1) — приёмо-передающая для самолётов-истребителей,
- 15АС (ВОЗ-2) — приёмная для самолётов-истребителей,
- 14С (ВОЗ-3) — приёмо-передающая для самолётов ближней разведки,
- 13С (ВОЗ-4) — приёмо-передающая для самолётов дальней разведки.

1 марта 1928 г. письмом Центральной радиолаборатории в правление Электротехнического треста заводов слабого тока от сообщалось, что «Центральной радиолабораторией закончена на заводе им. Козицкого разработка образца профессионального приёмника на короткие волны ПKB-6 взамен старого типа ПKB-3». Также на заводе производились корабельные радиостанции «Шторм Б» и «Шторм В». Работы велись под контролем и при техническом руководстве со стороны специалистов завода им. Коминтерна, как головного предприятия по разработке системы радиовооружения. Все работы проводились исключительно по конкретным указаниям ВМО треста или завода им. Коминтерна.

### Великая Отечественная войнаи послевоенный период
В июне 1941 года завод, как и большинство предприятий наркомата электропромышленности, эвакуируется в Омск, где после войны остаётся приборостроительный завод также имени Козицкого. В Ленинграде на заводе остаётся небольшой коллектив рабочих и служащих, которые во время войны и в условиях блокады наладили выпуск радиостанций «Север», освоили ремонт радиостанций. В августе 1942 года завод за обеспечение войск Ленинградского фронта радиоаппаратурой был награждён знаменем Государственного комитета обороны. С весны 1945 года на заводе уже готовились к выпуску массовых приёмников и телевизоров. Инженеры Войцехович, Зеленин, Андронников и Яковлев разрабатывали новый радиоприёмник, названный в честь города «Ленинград». Конструктор Мазиков возглавил группу специалистов, создававших массовый телевизор. Первым был «Т-1 Ленинград», их выпущено было всего 100 экземпляров. В 1947 году начался серийный выпуск радиостанций «Урожай У-1» для сельского хозяйства. С 1951 года на заводе велись разработки и малосерийный выпуск электронных и электронно-механических цветных телевизоров различных систем.
Весной 1966 года был построен новый цех по сборке первых отечественных серийных лампово-транзисторных телевизоров «Вечер» и «Вальс», опытный выпуск которых налажен с 1965 года. В 1966 году завод строит цеха по производству первых отечественных цветных телевизоров знаменитой в будущем марки «Радуга», первые марки которых, «Радуга-4» и «Радуга-5» появились в продаже уже осенью 1967 года.
Затем завод выпускает транзисторную модель «Радуга-6». Появляются и новые модели чёрно-белых телевизоров, «Ладога», «Ладога-1» и «Квант». С 1968 года завод преобразован в ЛПО имени Козицкого, затем с 1970 года в ПО имени Козицкого. С 1970 года начинается выпуск телевизора «Ладога-2». Все новые телевизоры имели современный внешний вид, выпускались в настольном и напольном оформлении.
Завод модернизировался, наращивал мощности, начался выпуск нескольких поколений цветных телевизоров «Радуга», которые выпускались миллионными партиями, в том числе и на экспорт. В 1974 году завод преобразован в ЛПТО имени Козицкого, затем в ПО «Радуга», потом в ЗАО «Завод имени Козицкого» и, наконец, в ПКГ «Радуга». В 1990-е годы, завод, как и большинство промышленных предприятий, пережил те же проблемы, хаос, обнищание, банкротство, распад на более мелкие предприятия, но выжил и в XXI веке выпускает современные цветные телевизоры под известной маркой «Радуга». Помимо выпуска телевизоров и спецтехники, активно ведутся научные разработки в области телекоммуникаций. Специализация завода — радиопередающие устройства различной мощности, используемые на кораблях, в береговых центрах и в системах управления радиосвязью, приёмные устройства для торгового флота, стационарные и портативные УКВ-радиостанции для силовых структур.

### Современность
С 1993 года завод имени Козицкого является закрытым акционерным обществом. Крупнейшее предприятие Ленинградской области по выпуску и сервисному обслуживанию телевизоров нового поколения. Основной завод по производству телевизоров находился в Окуловке Новгородской области. В 1990-х годах осуществлена реконструкция завода, созданы цеха мелкосерийного производства и массового выпуска изделий. С 1999 года завод входит в состав Промышленно-коммерческой группы «Радуга», объединяющей ряд производственных и коммерческих фирм, выпускает современные телевизоры 6-го поколения с экраном 37, 51, 55 см, имеет фирменный магазин и сервисный центр.

## Продукция
Ниже представлена номенклатура производившейся заводом продукции по конкретным категориям:
Продукция гражданского назначения
Основной завод по производству телевизоров находился в Окуловке, Новгородской области.
- бытовые радиоприёмники «Нева» («Маршал-М», 1946—?), «Нева-48», «Нева-51», «Нева-52», «Нева-55», «Ленинградец» (1946—?), «Ленинград-50»;
- радиола «Нева»;
- телевизоры «Ленинград» Т-1 (1947—1949) — 100 шт., Т-2 (1950), Т-3, Т-6, «Авангард» ТЛ-1 (1953—?), «Авангард-55» (1955—?) — более 100 тыс. шт., «Знамя» (1956—?), «Знамя-58» (получил «Гран-При» на Всемирной выставке в Брюсселе «Экспо-58»)[23], «Союз», «Волна» (ЗК-56) (1963), «Сигнал» (1963—?), «Сигнал-2» (1965—?), «Мир» (1957—?), «Нева» (1957—?), «Заря» (1959—?), «Заря-2», «Балтика» (1954—?), «Аврора» (1967), «Вечер» (1965—?), «Вальс» (1965—?), «Квант» (1967—?), «Дебют»(1965), «Горизонт» (1967—?), «Ладога-1», «Ладога-1М», «Ладога-2» (1970—?), «Ладога-3», «Ладога-203», «Ладога-204», «Ладога-205», «Ладога-207», ЦТ-1, ЦТ-2, ЦТ-3, «Радуга» (1954—?), «Радуга-4» (ЦТ-40) (1967—?), «Радуга-5» (ЦТ-59), «Радуга-6», «Радуга-701» (1970), «Радуга-703» (1973—?), «Радуга-704/Д» (1976—?), «Радуга-705», «Радуга-706», «Радуга-710», «Радуга-716» (1976—?), «Радуга-719», «Радуга-719-1», «Радуга-726», «Радуга-730», «Радуга-731», «Радуга-734», Ц-259 (1984—?), Ц-262, 61ТЦ-304, 61ТЦ-307, 61ТЦ-308, 51ТЦ-315 (1988-), 61ТЦ-316, 61ТЦ-317, 51ТЦ-480, 51ТЦ-504, 51ТЦ-505, 54ТЦ-6220, 51ТЦ- 6221, 37ТЦ-6223, 37ТЦ-6224, 37ТЦ-6690 DVB-T, 20ЖКТ-7510;
- проигрыватели компакт-дисков Xoro HSD-20;
- радиоприёмники для гражданского флота «Циклоида»;
- передатчики для гражданских судов ПСК/ПСД-0,25 (1960);
- комплексы связи для гражданских судов «Муссон», «Бриг», «Корвет», «Барк»;
- навигационно-эксплуатационные средства связи для гражданских судов «Ёрш», «Блесна» (1961).

Продукция военного и двойного назначения
- радиостанции «Север» (BOB), KB полковая Р-13 (BOB), А-7А, А-7Б (ВОВ), морские: «Рейд-И» (ВОВ), Р-607 (1940-е); Р-375; ВЯ-67; изд. 15Э1213;
- морские передатчики Р-641, Р-641Д, Р-641Т (1950-е), Р-642, Р-643, Р-644, Р-645, Р-646, Р-647 (1940-е), Р-657 (1950-е), Р-631, Р-632 (1970-е);
- радиоприёмники Р-675 «Оникс» (1956);
- возбудители «Вольфрам», «Тантал» (1950-е);
- комплексы связи «Тайфун» для крейсера «Киев» (1970-е), автоматизированный комплекс «Буран» (1970-е);
- аппаратура связи «Пламя» (1970-е);
- войсковая аппаратура управления связью «Бархан», «Бисер» (1970-е).